# Simon Sainsbury
Pour les articles homonymes, voir Sainsbury.
Simon David Davan Sainsbury (1er mars 1930 - 27 septembre 2006) est un homme d'affaires, philanthrope et collectionneur d'art britannique.

## Jeunesse
Sainsbury est né à Londres, le deuxième fils d'Alan Sainsbury et de sa femme Doreen. Il est le frère de John Sainsbury et Timothy, ancien ministre conservateur du Commerce. David Sainsbury, pair travailliste et ministre des Sciences, est un cousin . Son arrière-grand-père, John James Sainsbury, crée une épicerie au 173 Drury Lane en 1869, qui devient la chaîne de supermarchés britannique Sainsbury's.
Sainsbury fait ses études au Collège d'Eton, où il est chef de sa maison et président de la société Eton («Pop»). Passionné de sport, il est sélectionné pour le match Eton-Harrow à Lord's en 1947 en tant que quilleur . Après le service national comme "officier des sports" dans les Life Guards, il étudie l'histoire au Trinity College, Cambridge.

## Carrière
Sainsbury suit une formation de comptable agréé après avoir quitté l'université. Il rejoint le département des finances de l'entreprise familiale, alors connue sous le nom de J. Sainsbury, en 1956 et devient directeur en 1959, responsable des finances. Lorsque son frère John devient président de Sainsbury's en 1969, Simon est nommé vice-président. En 1973, c'est Simon qui gère l'introduction de la société à la Bourse de Londres. 

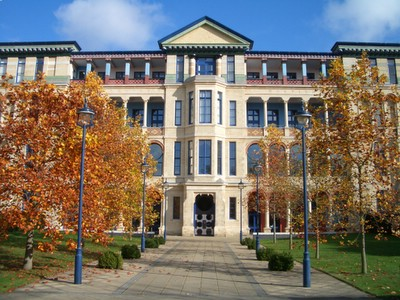
La Judge Business School, créée grâce aux fonds Sainsbury

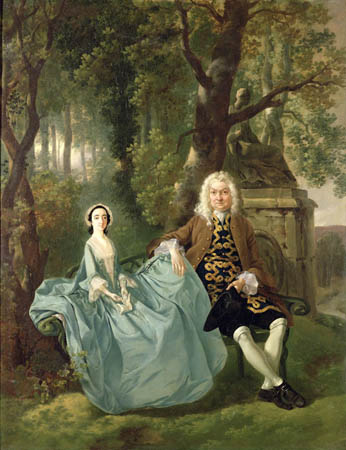
M. et Mme Carter de Bullingdon House, Bulmer, Essex par Thomas Gainsborough, l'une des peintures les plus anciennes du legs

Il crée The Monument Trust en 1965, qui accorde des subventions de plus de 100 millions de livres sterling au cours des 40 années suivantes . Le Trust soutient la Société géorgienne. En 1990, il fait un don via The Monument Trust de 5 millions de livres sterling à son alma mater, l'Université de Cambridge, qui utilise cet argent pour convertir l'ancien bâtiment de l'hôpital d'Addenbrooke sur Trumpington Street à Cambridge en ce qui va devenir Cambridge Judge Business School. À la suite des émeutes de 1991, la fondation participe également à la rénovation du lotissement Meadow Well à North Tyneside. Plus récemment, il finance une extension de la Pallant House Gallery à Chichester pour abriter la grande collection d'art de Sir Colin St John Wilson. Simon Sainsbury soutient également personnellement la recherche sur le VIH et le sida. Lui et ses frères financent une extension de la National Gallery de Londres pour un coût d'environ 50 millions de livres sterling, qui ouvre ses portes en 1991 sous le nom de Sainsbury Wing. Le Trust soutient également le British Museum, la Royal Academy, la Campagne pour protéger l'Angleterre rurale, le Landmark Trust, la Tate Gallery, le Victoria and Albert Museum, le Fitzwilliam Museum de Cambridge et la rénovation de Christ Church Spitalfields. Il est administrateur de la Wallace Collection de 1977 à 1997 et administrateur de la National Gallery de 1991 à 1998. Il soutient le Théâtre National et le Royal Opera House. Il a refusé tous les honneurs publics et une entrée dans Who's Who.

## Vie privée
Vers la fin de sa vie, Sainsbury conclut un partenariat civil avec son partenaire de 40 ans, Stewart Grimshaw, restaurateur et libraire. Il souffre de la maladie de Parkinson dans ses dernières années et meurt des suites d'une chute .
À sa mort en 2006, Sainsbury lègue le meilleur de sa collection d'art à la National Gallery et à la Tate. La valeur combinée des peintures du legs est estimée à 100 millions de livres sterling . En 2008, la National Gallery reçoit cinq œuvres, de Claude Monet, Edgar Degas, Paul Gauguin et Henri Rousseau, et la Tate treize, dont des œuvres de Balthus et Lucian Freud . Sir Nicholas Serota, le directeur de cette dernière institution, qualifie le legs de « l'un des dons les plus importants de l'histoire de la Tate » . Les dons d'œuvres d'art comparables les plus récents aux galeries seraient un cadeau à la Tate dans les années 1930 par Frank Stoop et un legs de 39 peintures à la National Gallery par Sir Hugh Lane en 1915.